# Banisteriopsis martiniana
Banisteriopsis martiniana là một loài thực vật có hoa trong họ Malpighiaceae. Loài này được (A.Juss.) Cuatrec. mô tả khoa học đầu tiên năm 1958.